# 2. divisjon 2014 (football americano norvegese)
La 2. divisjon 2014 è la 22ª edizione del campionato di football americano di secondo livello, organizzato dalla NAIF.

## Squadre partecipanti
| Club                    | Città       | Stadio | Sponsor ufficiale | Risultato nella stagione 2013 |
| ----------------------- | ----------- | ------ | ----------------- | ----------------------------- |
| Åsane Seahawks          | Bergen      |        |                   |                               |
| Drammen Warriors        | Drammen     |        |                   |                               |
| Fredrikstad Kings       | Fredrikstad |        |                   |                               |
| Gjøvik Swans            | Gjøvik      |        |                   |                               |
| Haugesund Hurricanes    | Haugesund   |        |                   |                               |
| Kolbotn Hunters         | Oppegård    |        |                   |                               |
| Lillestrøm Starfighters | Lillestrøm  |        |                   |                               |
| Sarpsborg Olavs Menn    | Sarpsborg   |        |                   |                               |
| Tønsberg Raiders        | Tønsberg    |        |                   |                               |

## Stagione regolare

### Calendario

#### 1ª giornata
| 13 aprile 2014, ore 14:00 | Gjøvik Swans | 31 – 12 | Fredrikstad Kings |  |

#### 2ª giornata
| 26 aprile 2014, ore 14:00 | Haugesund Hurricanes | 21 – 16 | Sarpsborg Olavs Menn |  |

#### 3ª giornata
| 3 maggio 2014, ore 14:00 | Lillestrøm Starfighters | 0 – 14 | Haugesund Hurricanes |  |

| 3 maggio 2014, ore 14:00 | Kolbotn Hunters | 14 – 19 | Åsane Seahawks |  |

| 4 maggio 2014, ore 14:00 | Drammen Warriors | 52 – 36 | Tønsberg Raiders |  |

| 4 maggio 2014, ore 14:00 | Sarpsborg Olavs Menn | 20 – 21 | Gjøvik Swans |  |

#### 4ª giornata
| 10 maggio 2014, ore 15:00 | Åsane Seahawks | 26 – 0 | Tønsberg Raiders |  |

#### 5ª giornata
| 24 maggio 2014, ore 14:00 | Haugesund Hurricanes | 63 – 6 | Fredrikstad Kings |  |

| 24 maggio 2014, ore 15:00 | Drammen Warriors | 0 – 33 | Åsane Seahawks |  |

| 25 maggio 2014, ore 14:00 | Tønsberg Raiders | 20 – 28 | Kolbotn Hunters |  |

| 25 maggio 2014, ore 14:00 | Sarpsborg Olavs Menn | 40 – 6 | Lillestrøm Starfighters |  |

#### 6ª giornata
| 31 maggio 2014, ore 15:00 | Åsane Seahawks | 20 – 6 | Kolbotn Hunters |  |

| 1º giugno 2014, ore 15:00 | Lillestrøm Starfighters | 6 – 26 | Gjøvik Swans |  |

#### 7ª giornata
| 7 giugno 2014, ore 14:00 | Gjøvik Swans | 33 – 7 | Haugesund Hurricanes |  |

| 8 giugno 2014, ore 14:00 | Fredrikstad Kings | 14 – 0 | Lillestrøm Starfighters |  |

| 8 giugno 2014, ore 14:00 | Kolbotn Hunters | 27 – 33 | Drammen Warriors |  |

#### 8ª giornata
| 14 giugno 2014, ore 15:00 | Tønsberg Raiders | 45 – 25 | Drammen Warriors |  |

#### 9ª giornata
| 22 giugno 2014, ore 14:00 | Fredrikstad Kings | 6 – 28 | Sarpsborg Olavs Menn |  |

### Classifica
La classifica della regular season è la seguente:
- PCT = percentuale di vittorie, G = partite giocate, V = partite vinte,  P = partite perse, PF = punti fatti, PS = punti subiti

#### Gruppe Rød
| Pos. | Squadra          | PCT   | G | V | N | P | PF  | PS  |
| ---- | ---------------- | ----- | - | - | - | - | --- | --- |
| 1    | Åsane Seahawks   | 1.000 | 4 | 4 | 0 | 0 | 98  | 20  |
| 2    | Drammen Warriors | .500  | 4 | 2 | 0 | 2 | 110 | 141 |
| 3    | Kolbotn Hunters  | .250  | 4 | 1 | 0 | 3 | 75  | 92  |
| 4    | Tønsberg Raiders | .250  | 4 | 1 | 0 | 3 | 101 | 131 |

#### Gruppe Hvit
| Pos. | Squadra                 | PCT   | G | V | N | P | PF  | PS  |
| ---- | ----------------------- | ----- | - | - | - | - | --- | --- |
| 1    | Gjøvik Swans            | 1.000 | 4 | 4 | 0 | 0 | 111 | 45  |
| 2    | Haugesund Hurricanes    | .750  | 4 | 3 | 0 | 1 | 105 | 55  |
| 3    | Sarpsborg Olavs Menn    | .500  | 4 | 2 | 0 | 2 | 104 | 54  |
| 4    | Fredrikstad Kings       | .250  | 4 | 1 | 0 | 3 | 38  | 122 |
| 5    | Lillestrøm Starfighters | .000  | 4 | 0 | 0 | 4 | 12  | 94  |

## Playoff

### Finale 7º - 8º posto
| 28 giugno 2014, ore 10:00 | Tønsberg Raiders | 34 – 6 | Fredrikstad Kings |  |

### Finale 5º - 6º posto
| 28 giugno 2014, ore 12:00 | Kolbotn Hunters | 60 – 30 | Sarpsborg Olavs Menn |  |

### Finale 3º - 4º posto
| 28 giugno 2014, ore 14:00 | Drammen Warriors | 20 – 40 | Haugesund Hurricanes |  |

### Finale
| 28 giugno 2014, ore 16:00 | Åsane Seahawks | 28 – 7 | Gjøvik Swans |  |

## Verdetti
- Åsane Seahawks campioni della 2. divisjon 2014